# Göbekli Tepe

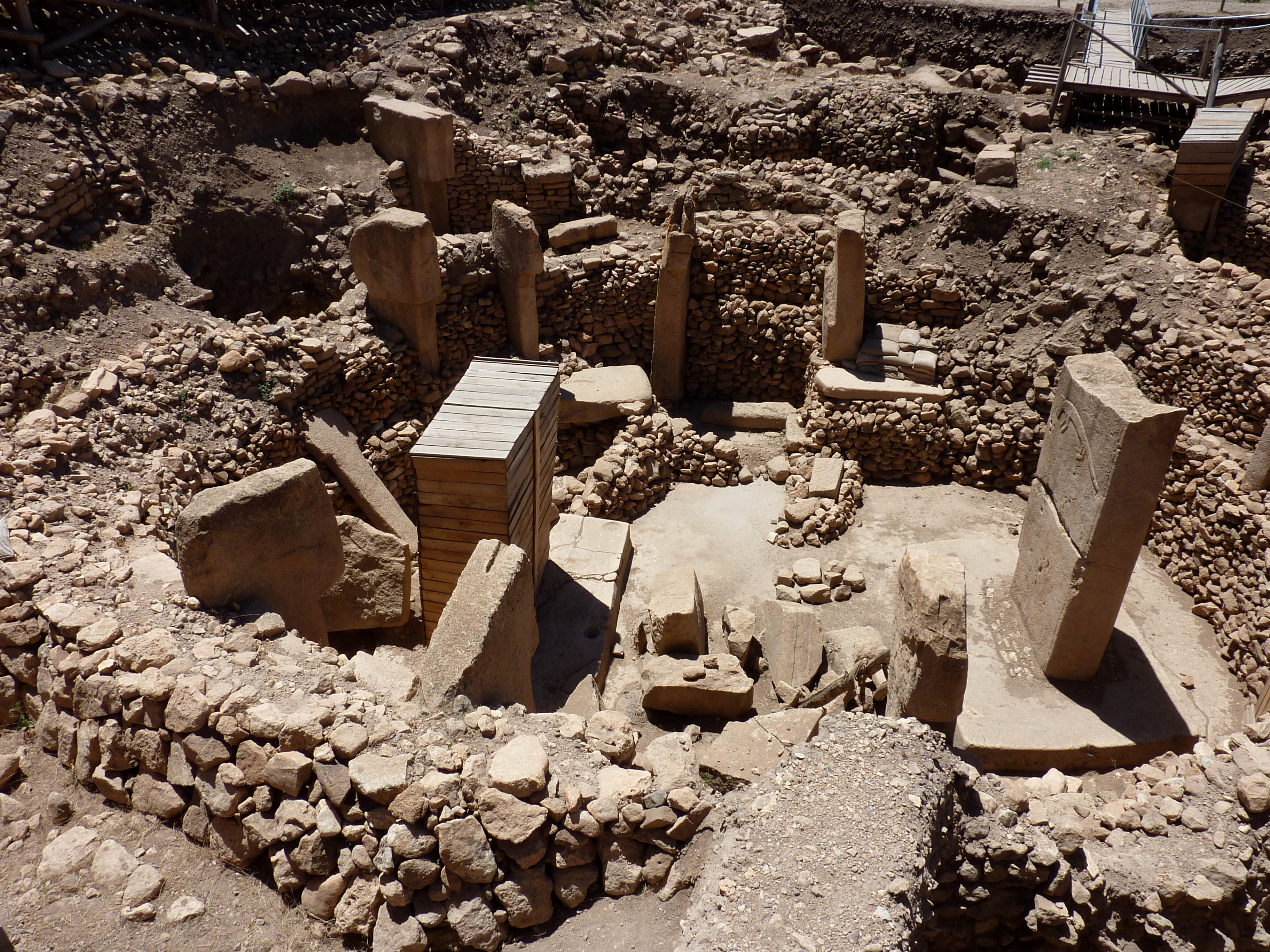
Kamienny krąg z bliska

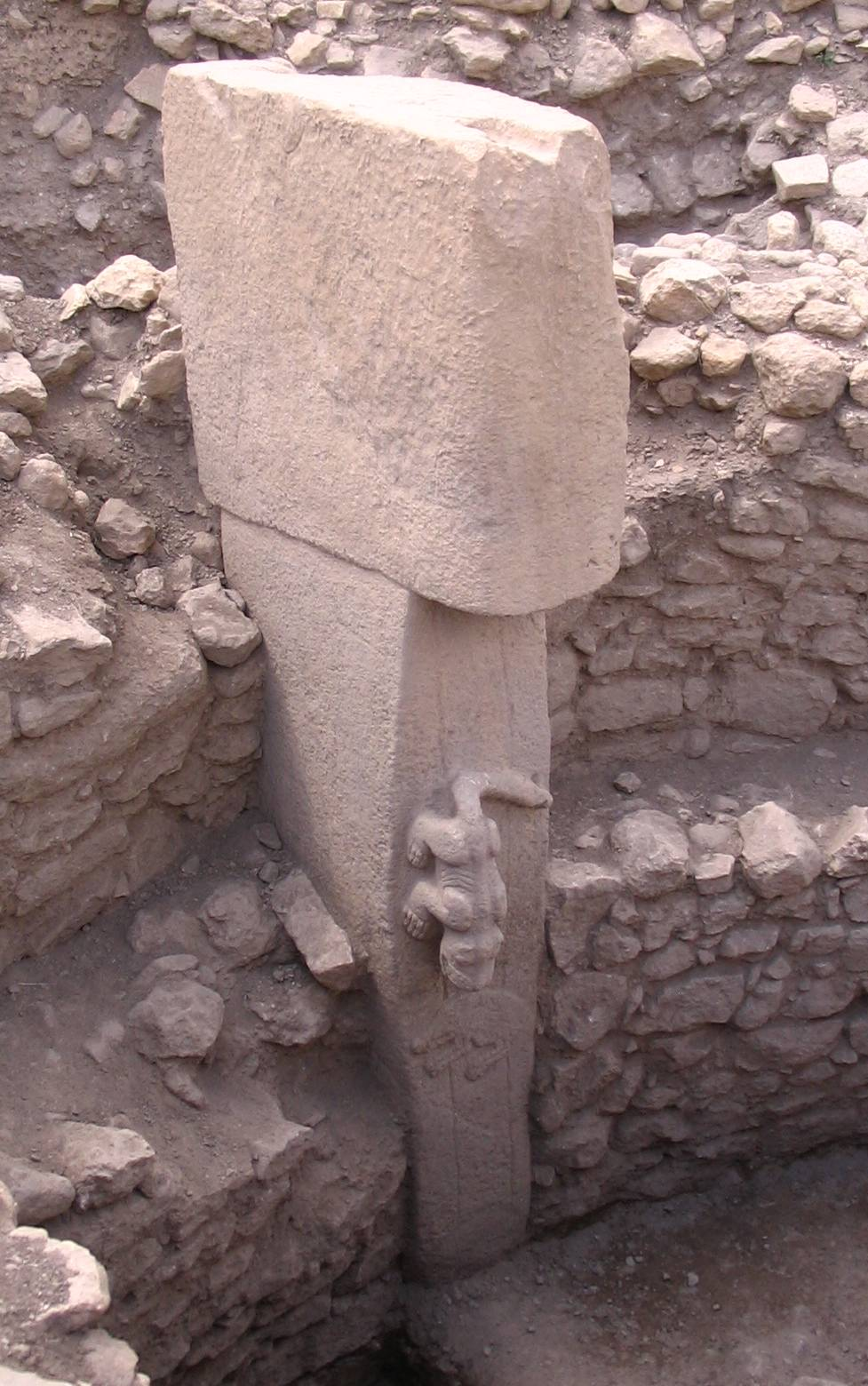
Rzeźba zwierzęcia na jednym ze słupów

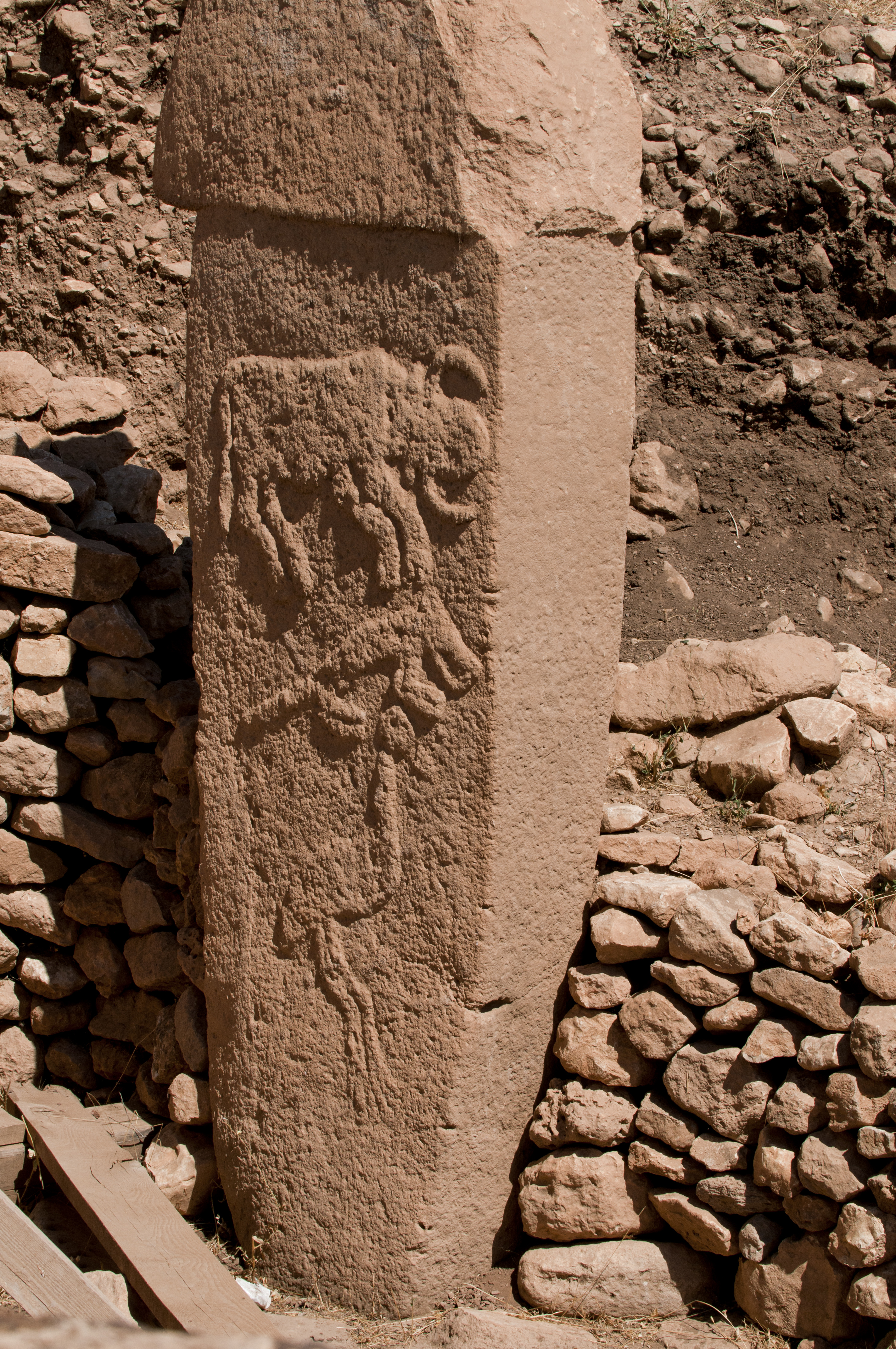
Jeden ze słupów od strony wewnętrznej struktury

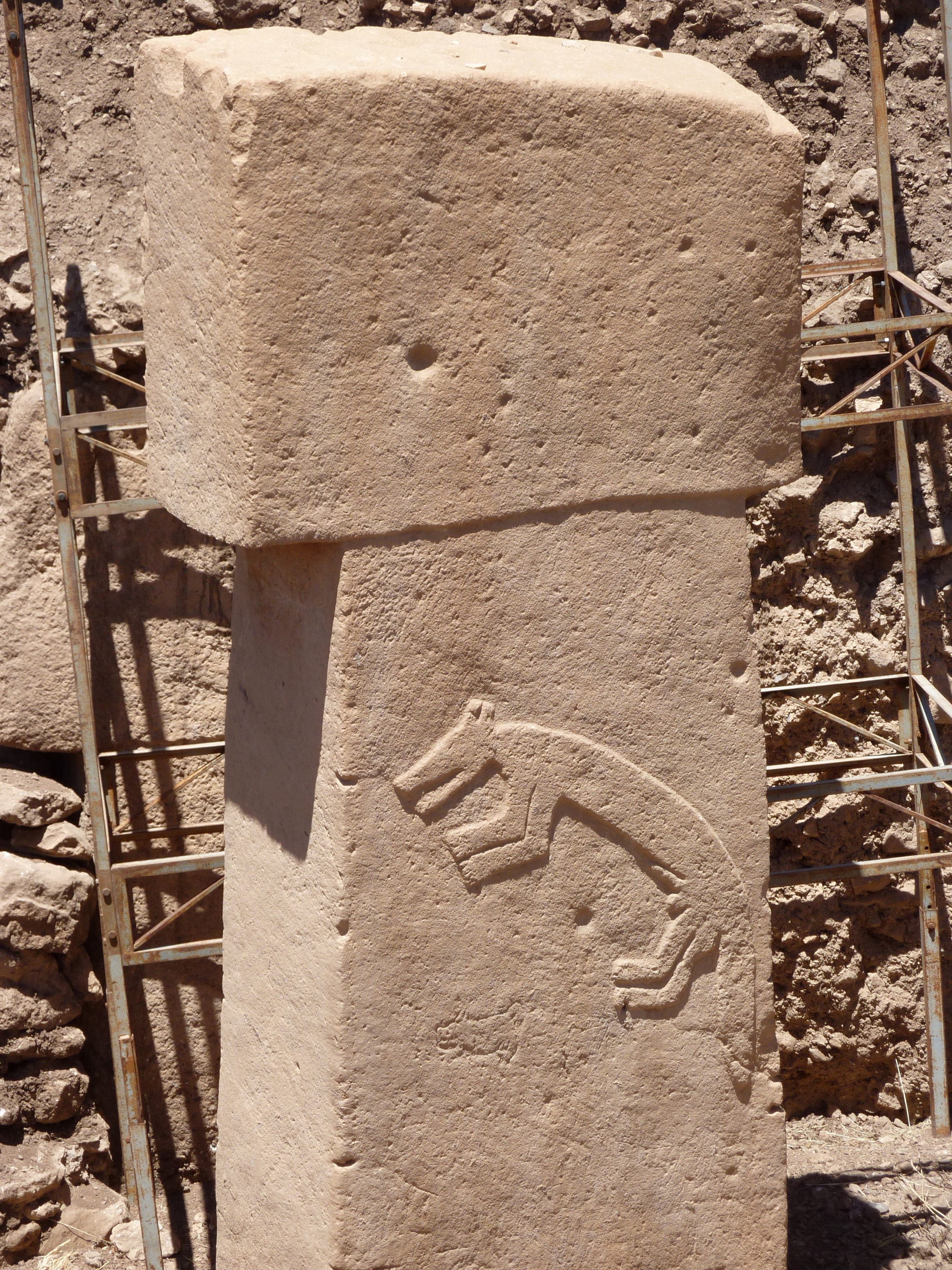
Płaskorzeźba lisa na jednym z filarów

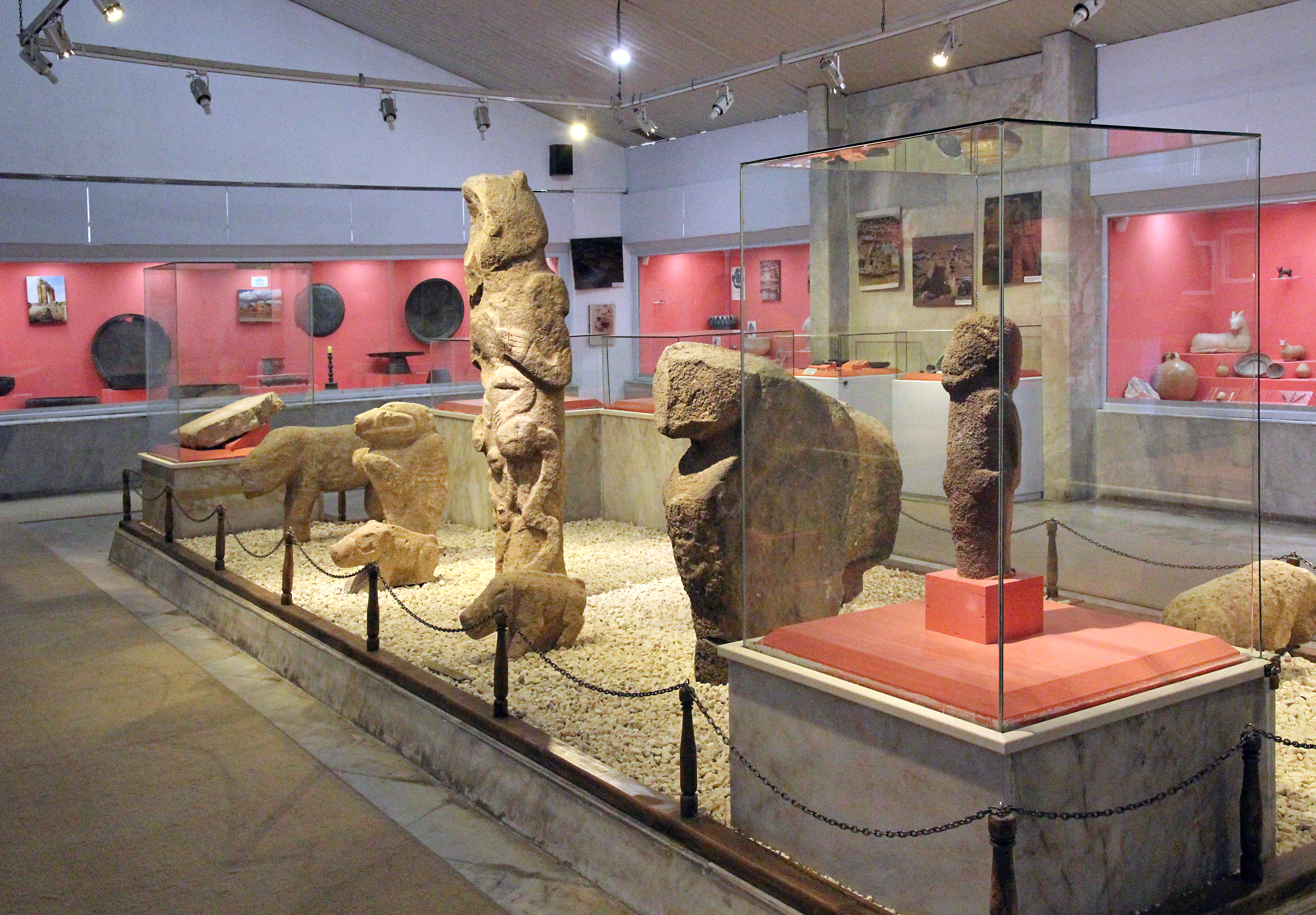
Znaleziska z Göbekli Tepe w Muzeum w Şanlıurfa

Göbekli Tepe (z tur. wybrzuszone wzgórze; kurd. Girê Miraza, Xirabreşk) – stanowisko archeologiczne w południowo-wschodniej Turcji, w odległości ok. 15 km od miasta Şanlıurfa, kryjące pozostałości prehistorycznego sanktuarium. Odkrycie to, razem z Nevalı Çori, Karahan Tepe i pozostałymi z dwunastu stanowisk grupy Taş Tepeler doprowadziło do rewizji wiedzy o neolicie w Eurazji. Göbekli Tepe jest najstarszym znanym miejscem kultu stworzonym przez człowieka (jego powstanie datowane jest na 10 tys. lat p.n.e.).
W 2018 roku obiekt wpisano na listę światowego dziedzictwa UNESCO.
Znajduje się w najwyższym punkcie pasma górskiego Germuş, na wysokości 760 m n.p.m.
Tell ma wysokość 15 metrów i średnicę około 300 m. Stratyfikacja terenu wykazuje, że miejsce to było używane przez szereg tysiącleci.

## Historia odkrycia
Amerykański rekonesans archeologiczny w 1964 roku uznał, że wzgórze to nie miało charakteru całkowicie naturalnego. Jednakże zakładano, że prawdopodobnie kryje cmentarzysko bizantyjskie lub też islamskie. Niemiecki Instytut Archeologiczny (DIA) oraz Muzeum Archeologii i Mozaiki w Şanlıurfa (tur. Şanliurfa Arkeoloji ve Mozaik Műzesi) rozpoczęły wykopaliska w 1994 roku. Od 1995 roku coroczne prace wykopaliskowe prowadzone były pod kierunkiem prof. Klausa Schmidta z Niemieckiego Instytutu Archeologicznego. Po jego śmierci w 2014 r. wykopaliska były kontynuowane przez jego zespół kierowany przez Müslüma Ercana (Muzeum Şanlıurfa) i Lee Clare (Niemiecki Instytut Archeologiczny).
Prehistoryczny charakter tego miejsca rozpoznano od razu. Do 2009 roku przebadano tylko około 5% terenu. Wypowiedzi profesora Schmidta ws. przewidywanej długości trwania prac przybierały różne formy. Raz szacował, że dokończenie wykopalisk mogłoby zająć co najmniej 50 lat, innym razem, że w ciągu 50 lat ledwie „zadrapie się” powierzchnię tego stanowiska archeologicznego. Archeolodzy tłumaczą, że ograniczony postęp prac spowodowany jest ryzykiem utraty kontekstu historycznego (całe wzgórze jest antropogeniczne). Padło stwierdzenie, że celem misji archeologicznej są wykopaliska ograniczone do zakresu niezbędnego dla uzyskania odpowiedzi na wiele wciąż nierozwiązanych zagadnień (prof. Schmidt: „Prowadzenie wykopalisk jest niszczeniem”). Nie wiadomo na przykład, czy struktury były zadaszone.
Przez długi czas wzgórze było wykorzystywane rolniczo. Okoliczni mieszkańcy od pokoleń przemieszczali kamienie znajdowane na miejscu wykopalisk i z tego powodu sądzić można, że archeologiczna wartość miejsca doznała znacznego uszczerbku.

## Opis
Najstarsza warstwa (III) zawiera kamienne słupy w kształcie litery T. Są to najstarsze znane konstrukcje megalityczne. Osadzono je w gniazdach wykutych w podłożu skalnym. Są połączone młodszymi od nich ścianami. Z dotychczasowych wykopalisk wyłania się wzór, w którym dwa słupy stoją centralnie wewnątrz budowli a pozostałe znajdują się na jej obwodzie. Ich wysokość waha się od 3 do 6 metrów. Z powodu przedstawień kończyn znajdujących się na niektórych słupach, naukowcy domniemywają, że symbolizują one postacie ludzkie. Na słupach znajdują się przedstawienia zwierząt, głównie lisów, węży, dzików, żurawi i dzikich kaczek. Występują także symbole abstrakcyjne i kombinacje scen. Całość tworzy koliste lub owalne struktury. Jak dotąd odkopano cztery z nich. Badania geofizyczne wskazują na istnienie kolejnych 16 struktur tego typu. Warstwa III jest datowana na około 9 tysięcy lat przed naszą erą. W obrębie murów świątyni odkryto sześć kamiennych koryt, mających pojemność dochodzącą do 160 litrów. Osad znaleziony na ich dnie zawierał szczawiany powstałe po połączeniu wody z ziarnem; na tej podstawie naukowcy badający stanowisko wysnuli hipotezę, że koryta mogły służyć do warzenia prehistorycznego piwa.
W warstwie II odkryto szereg przylegających do siebie prostokątnych pokoi z podłogą z polerowanego wapienia. Jest ona datowana na 7500–6000 lat przed naszą erą.
Obiekty znajdujące się w Göbekli Tepe zostały celowo wypełnione (lub zakopane). Obecnie nadal nie wiadomo, jak długo każdy z nich był używany przed zakopaniem i nadal nie ma ostatecznych dowodów na czas trwania procesu napełniania. Wiadomo, że cały kopiec (w obecnym stanie) zawiera złoża archeologiczne (tj. jest sztuczny) i jest wynikiem wielu działań związanych z wypełnianiem, które zakończyły się około 8000 p.n.e. Powody zakopania stanowiska pozostają kwestią spekulacji.
Najwyższa i zarazem najmłodsza warstwa I zawiera pozostałości działalności rolniczej.

## Kontekst chronologiczny
Ze względu na niewielki stopień zaawansowania badań przytoczone wnioski mają charakter roboczy.
Daty zostały ustalone metodą radiowęglową 14C kalibrowaną dendrochronologicznie. Koniec warstwy III to 9000 lat przed naszą erą. Początek jest określany w przybliżeniu jako 11 000 lat przed naszą erą lub wcześniej. Warstwa II sięga do około 8000 przed naszą erą.
Uważa się więc, że te struktury są starsze niż hutnictwo, pismo, lub koło. Zostały zbudowane przed tzw. rewolucją neolityczną, czyli przed początkiem rolnictwa i hodowli zwierząt. Wiele ze słupów waży od 10 do 20 ton, a niektóre nawet 50. Organizacja społeczna, jaka była konieczna do zbudowania tych struktur, nie była dotychczas wiązana ze społeczeństwami przed-neolitycznymi.
Archeolodzy mają nadzieję na nowe metody, umożliwiające np. datowanie procesu zasypywania obiektów. Niestety datowanie optyczne stymulowane luminescencją, działające w przypadku ceramiki lub skał o budowie krystalicznej, takich jak granit (umożliwia ustalenie, kiedy np. ostatnio na skałę padały promienie słoneczne) nie działa na wapieniu pochodzącym z tego konkretnego miejsca.
Wykonana pod koniec lat 90. analiza DNA pszenicy wskazuje, że jej dzika odmiana występująca w okolicy Karaca Dağ jest najbliższa pszenicy współczesnej. Karaca Dağ leży ok. 30 km od Göbekli Tepe; możliwe więc, że rejon ten pełnił kluczową rolę w powstaniu rolnictwa.
Według jednej z najnowszych teorii w okolicach Göbekli Tepe zbierały się grupy zbieraczy i myśliwych w czasie dojrzewania dzikich zbóż. W trakcie zbiorów ludzie ci odprawiali rytuały i wznosili nowe świątynie, a po żniwach rozchodzili się, zabierając zebrane zboże.

## Interpretacja
Według włoskiego astrofizyka i archeoastronoma Giulio Magliego, świątynia była miejscem kultu Syriusza. Wskazywać na to mają wstępne wyniki analizy budowy odkrytych w niej pierścieni kamiennych słupów, według których pozwalały one określać pozycję gwiazdy w przeszłości.